# Schollaertkanaal
Het Schollaertkanaal is een zeestraat in de Palmerarchipel ten westen van het Antarctisch Schiereiland. Met Brabanteiland in het noordoosten en Antwerpeneiland in het zuidwesten verbindt het kanaal de Dallmannbaai met de Gerlachestraat.
De zee-engte werd in 1898 ontdekt tijdens de Belgische Antarctische expeditie onder leiding van de Belgische poolreiziger Adrien de Gerlache. Hij noemde het kanaal naar de Belgische politicus Frans Schollaert.